# أوطيل بني أحمد (بني أحمد إموكزان)
أوطيل بني أحمد هي إحدى مشيخات المملكة المغربية، تتبع جغرافيا لإقليم الحسيمة وإداريًا لبني أحمد إموكزان. يقدر عدد سكانها بـ 2918 نسمة حسب الإحصاء الرسمي للسكان والسكنى لسنة 2004.